# Matelea costata
Matelea costata là một loài thực vật có hoa trong họ La bố ma. Loài này được (Urb.) Morillo mô tả khoa học đầu tiên năm 1986.